# Шербур Октевил
Шербур Октевил (фр. Cherbourg-Octeville) град је у Француској, у департману Манш.
По подацима из 1999. године број становника у месту је био 42,318.

## Географија

### Клима
| Клима (Шербур Октевил)     | Клима (Шербур Октевил) | Клима (Шербур Октевил) | Клима (Шербур Октевил) | Клима (Шербур Октевил) | Клима (Шербур Октевил) | Клима (Шербур Октевил) | Клима (Шербур Октевил) | Клима (Шербур Октевил) | Клима (Шербур Октевил) | Клима (Шербур Октевил) | Клима (Шербур Октевил) | Клима (Шербур Октевил) | Клима (Шербур Октевил) |
| Показатељ \ Месец          | .Јан.                  | .Феб.                  | .Мар.                  | .Апр.                  | .Мај.                  | .Јун.                  | .Јул.                  | .Авг.                  | .Сеп.                  | .Окт.                  | .Нов.                  | .Дец.                  | .Год.                  |
| -------------------------- | ---------------------- | ---------------------- | ---------------------- | ---------------------- | ---------------------- | ---------------------- | ---------------------- | ---------------------- | ---------------------- | ---------------------- | ---------------------- | ---------------------- | ---------------------- |
| Средњи максимум, °C (°F)   | 8,6 (47,5)             | 8,4 (47,1)             | 9,6 (49,3)             | 11,3 (52,3)            | 14 (57)                | 16,4 (61,5)            | 18,5 (65,3)            | 19,1 (66,4)            | 18 (64)                | 15,6 (60,1)            | 12,1 (53,8)            | 9,9 (49,8)             | 13,5 (56,3)            |
| Просек, °C (°F)            | 6,8 (44,2)             | 6,5 (43,7)             | 7,6 (45,7)             | 9 (48)                 | 11,5 (52,7)            | 14 (57)                | 16 (61)                | 16,7 (62,1)            | 15,7 (60,3)            | 13,5 (56,3)            | 10,2 (50,4)            | 8 (46)                 | 11,3 (52,3)            |
| Средњи минимум, °C (°F)    | 5 (41)                 | 4,6 (40,3)             | 5,6 (42,1)             | 6,8 (44,2)             | 9 (48)                 | 11,5 (52,7)            | 13,5 (56,3)            | 14,3 (57,7)            | 13,5 (56,3)            | 11,4 (52,5)            | 8,3 (46,9)             | 6,1 (43)               | 9,1 (48,4)             |
| Количина падавина, mm (in) | 75,9 (29,88)           | 58 (22,8)              | 57 (22,4)              | 43,5 (17,13)           | 45,3 (17,83)           | 39,8 (15,67)           | 34,1 (13,43)           | 40,6 (15,98)           | 57,4 (22,6)            | 70,4 (27,72)           | 87,7 (34,53)           | 82,6 (32,52)           | 692,3 (272,56)         |
| [ тражи се извор ]         |                        |                        |                        |                        |                        |                        |                        |                        |                        |                        |                        |                        |                        |

## Демографија
| 1962.  | 1968.  | 1975.  | 1982.  | 1990.  | 1999.  | 2011.  |
| ------ | ------ | ------ | ------ | ------ | ------ | ------ |
| 37.486 | 38.243 | 32.536 | 28.442 | 27.121 | 42.318 | 37.754 |

## Партнерски градови
- Бремерхафен
- Пул
- Калињинград